# Riclassificazione
Il conto economico può essere riclassificato per mettere in evidenza i risultati parziali della gestione dell'azienda.
La riclassificazione del conto economico in forma scalare previsto dalla legislazione civilistica articolo 2425,
introdotto con il D.Lgs 127/91 è il seguente:
+ Valore della produzione

- Costo della produzione

= Margine Operativo Lordo

+/- Proventi (oneri) gestione accessoria

= Risultato di Gestione

+/- Proventi (oneri) gestione finanziaria

+/- Rettifiche di valore di attività finanziarie

+/- Proventi (oneri) gestione straordinaria

= Risultato Ante Imposte

- Tasse

= Reddito Netto

Il conto economico civilistico tuttavia non si presta ai fini dell'analisi delle performance aziendali. 
A seconda del tipo di informazioni che si vogliono ottenere dal conto economico, ci sono tre possibili riclassificazioni:

1. "costo del venduto e ricavi" o "per destinazione", rispondente alle esigenze del controllo interno in quanto consente di comprendere l'andamento della gestione economica d'impresa;
2. "a valore della produzione e a valore aggiunto" o "a valore aggiunto" o "per natura", importante soprattutto per la comunicazione esterna e, per questo, solitamente utilizzato nella redazione del Bilancio Sociale;
3. "a margine di contribuzione" o "a costi fissi e variabili", particolarmente indicato per l'elaborazione dei conti economici previsionali, consente di analizzare la struttura dei costi dell'impresa (percentuale d'incidenza dei costi variabili sui costi totali)